# Precious (film)
Precious (originaltitel: Precious: Based on the Novel 'Push' by Sapphire) är en amerikansk dramafilm från 2009 regisserad av Lee Daniels, baserad på romanen Push: A Novel av Sapphire från 1996. Filmen hade premiär vid Sundance Film Festival i januari 2009.

## Handling
Filmen utspelar sig 1983 i Harlem, New York där Claireece "Precious" Jones (Gabourey Sidibe) bor i en lägenhet med sin mamma Mary (Mo'Nique). Precious är 16 år gammal, kraftigt överviktig och kan varken läsa eller skriva. Mary, som nästan aldrig lämnar lägenheten utan lever på socialbidrag, utsätter Precious för ständiga fysiska, psykiska och sexuella övergrepp. Det visar sig snart att Precious flera år tidigare blivit våldtagen av sin egen far och fått dottern "Mongo", som lider av Downs syndrom. "Mongo" bor hos Precious mormor, då Precious är oförmögen att sköta henne.
När det kommer fram att Precious är gravid med ett andra barn, blir hon avstängd från sin skola. Rektorn arrangerar dock så att hon kan få gå i en specialskola, där den radikala och beslutsamma läraren Blue Rain (Paula Patton) stöttar henne och så småningom lär Precious att läsa och skriva. Precious vill att Rasem ska få A på engelska 7

## Karaktärer
- Gabourey Sidibe - Claireece
- Mo'Nique - Mary
- Paula Patton - Ms. Blu Rain
- Mariah Carey - Ms. Weiss
- Lenny Kravitz - sjuksköterskan John
- Sherri Shepherd - Rasta
- Nealla Gordon - Mrs. Sondra

- Stephanie Andujar - Rita

## Utmärkelser och nomineringar
Filmen har utmärkt sig på flera filmgalor och filmprisutdelningar, där den nominerats och belönats för både rollprestationerna och för inspelningsarbetet. Vid premiären i januari 2009 på Sundance Film Festival vann filmen publikpriset samt Grand Jury Prize för bästa drama. Birollsinnehavaren Mo'Nique vann Special Jury Prize. Regissören Lee Daniels vann i september samma år People's Choice Awards vid Toronto International Film Festival.
På Golden Globe-galan i januari 2010 var filmen nominerad i kategorin Bästa film, Gabourey Sidibe nominerades för bästa kvinnliga huvudroll, medan Mo'Nique vann priset för bästa kvinnliga biroll.
Precious Oscar-nominerades i sex kategorier, bland annat för bästa film, bästa kvinnliga huvudroll och bästa kvinnliga biroll. Mo'Nique vann priset för Bästa kvinnliga biroll.